# John Dryden
John Dryden (født 19. august 1631 i Aldwincle, Northamptonshire, død 12. maj 1700 i London) var en indflydelsesrig engelsk poet, litterær kritiker, oversætter og skuespilsforfatter, som dominerede det litterære liv under Restaurationen i England i så høj grad, at perioden i litterære kredse også er blevet kaldt "Drydens tidsalder".
Dryden er mest kendt for sine politiske satirer og for sin brug af jambiske vers på parrim. Blandt hans poetiske værk findes det satiriske digt Absalom og Achitophel (1681), og blandt hans skuespil findes komedien Marriage à la Mode (1671) og All for Love (1678); sidstnævnte var en omarbejdelse af William Shakespeares Antonius og Kleopatra.
Dryden var en mand, som ikke veg tilbage for at ytre sine holdninger til politik og religiøsitet. Under kong Jakob 2. af England konverterede han til katolicismen, og mistede da sin titel som poet laureate, (en form for hofdigter) som han blev udnævnt til ved revolutionen 1688.
Han lå i fejde med poeten Thomas Shadwell.